# Castelo de Boussan
O Château de Boussan é um castelo em ruínas na comuna de Boussan em Haute-Garonne, na França.
O castelo foi construído sobre um afloramento rochoso que domina o vale do Louge. Foi abandonado em 1553. A única parte que resta é uma torre quadrada com o topo removido, à qual está fixada a parede de um edifício residencial, uma vala e os restos da igreja, ela própria posteriormente em uso e abandonada em 1740.
Propriedade do município, está classificado desde 1926 como monumento histórico pelo Ministério da Cultura da França.